# Tupac Amaru : La Révolte des Incas
Tupac Amaru : La Révolte des Incas est un livre de Gérard Herzhaft, publié en septembre 2002 par Castor Poche. 
L'histoire, largement inspirée de la rébellion qui s'est déroulé en 1780 au Pérou, sous la conduite de Túpac Amaru II, se passe au XVIIIe siècle, au Pérou, qui est à cette époque sous le joug des colons espagnols. Fabrice, un gentilhomme français, quitte la cour de France pour embarquer vers le Pérou. Là-bas, il est indigné par les injustices que subissent les Indiens du Pérou. Persécutés par les conquistadores espagnols, ils préparent le retour de Tupac Amaru, le dernier Empereur des Incas...

## Synopsis

### Chapitre 1
Fabrice d’Épernoy, un soldat gentilhomme, don Luis, futur beau-frère de Fabrice, et Léopold, un Hollandais, sont sur la Santa Margharita depuis bientôt deux mois et demi. Partis de Cadix, ils viennent de passer le cap Horn, situé à l’extrémité sud de l’archipel chilien, où s’est déroulé une tempête. 
Le soir, dans une de leurs cabines, ils se réunissent pour parler de la philosophie de Diderot, Rousseau et Voltaire, tout en consommant quelques bouteilles d’alcool. 
Une fois parvenus à El Callao, ils se dirigent vers Lima, « la Cité des rois », siège de la vice-royauté du Pérou.

### Chapitre 2
Arrivé chez don Miguel, le père de don Luis, Fabrice n’est reçu que bien plus tard. Don Miguel lui annonce que, faute d’argent, il ne peut accepter l’union entre sa fille Victoria et Fabrice. 
Refusant le gîte de don Miguel, Fabrice s’installe dans un quartier mal famé. 
L’ambassadeur de France vient le voir en personne, et lui demande de se plier aux volontés de don Miguel, à savoir son retour en France dans la prochaine décennie. Voyant la misère dans laquelle se trouve Fabrice, il lui offre le gîte, mais ce dernier refuse à nouveau.
L’ambassadeur donnant une réception, Fabrice s’y rend, et y rencontre à nouveau don Miguel se querellant avec don Blas de Condorcanqui, seigneur de Cuzco, au sujet de sa promotion au titre de « capitaine perpétuel et défenseur des indigènes du Pérou ». L’irruption de Fabrice met fin au différend qui les oppose. 
L’Indien don Blas le remercie de s’être interposé, et lui offre le gîte. Puis, après que don Blas lui a présenté sa fille Dolorès, Fabrice, sous le charme, accepte son offre. Ils se dirigent donc vers la demeure des Condorcanqui, sous la conduite du cocher Juan, quand des hommes armés se profilent et tuent don Blas. Voulant en faire de même aux deux autres, Fabrice parvient à les blesser, et s’enfuit avec Dolorès.

### Chapitre 3
Les jeunes gens poursuivent leur fuite jusqu’à un endroit inconnu des Espagnols. Andrès, un cousin de Dolorès, reçoit un « quipu », sorte de corde avec des nœuds de couleur, grâce auquel les Indiens peuvent communiquer entre eux sans que les Espagnols puissent comprendre ce qu’il y est écrit, qui les informe que la tête de Fabrice est mise à prix. 
Après un somme, Fabrice est réveillé, en raison de l’arrivée du Condor, le père d’Andrès. Celui-ci le reçoit, et lui annonce qu’ils se rendront dans la montagne, à plus de 12 000 pieds d’altitude. 
Plus tard, en arpentant les galeries creusées par les anciens Indiens, Fabrice et les autres se retrouvent en montagne, en compagnie des fournisseurs d’armes, dont l’un d’entre eux n’est autre que Léopold, qui est en réalité un espion britannique, et qui se fait à présent appeler Sir Blake.
Une comète annonce au peuple la venue imminente du nouveau Tupac Amaru – du nom de l’ancien empereur –, qui viendra libérer les Indiens du joug des Espagnols.

### Chapitre 4
Collahuay, un Indien, informe don Antonio Arriaga, le corregidor des Hautes Terres (un corregidor est un haut fonctionnaire dirigeant une région entière ; ce sont eux qui obligent les Indiens à acheter des produits qui ne les intéressent pas), de la conspiration qui se trame autour du Condor et du Français, en échange de deux bourses pleines. Le don a un plan, qu’il expose alors à ses officiers de garde.
Pendant plusieurs jours, Dolorès s’absente, pour prêcher la bonne parole dans les villages environnants. Fabrice décide alors de lui envoyer des mots doux.
Mais un jour, Dolorès revient accompagnée d’une escorte de 7 Indiens armés. Après s’être mis d’accord sur la destination, ils se dirigent vers San Sebastian. Mais Fabrice a une mauvaise intuition, qui sera confirmée par un garde rencontré au cours du voyage. Mais ils poursuivent tout de même leur chemin. Une fois arrivés à San Sebastian, le village semble bien trop calme. Et où sont passés les Indiens qui les escortaient ? 
Soudain surgissent des soldats qui, avant de se faire appréhender par Fabrice, capturent Dolorès. Mais avant qu’ils aient pu s’échapper, d’autres les contraignent à se rendre. Dolorès est soignée puis, accompagnée de Fabrice et du reste de l’escouade, elle est emmenée vers Tungasuca. 
Là-bas, don Antonio, le corrégidor, tend une lettre à Fabrice, dans laquelle il reconnaît le meurtre de Condorcanqui, ami du vice-roi, sur ordre du frère du don et sous l’influence de Dolorès. La refusant, il est enfermé. S’entraînant physiquement en attendant le bon moment pour s’échapper, il élimine un jour les deux gardes qui tentent de le tuer, en faisant passer ça pour un suicide, et sort de sa cellule.

### Chapitre 5
Le corregidor organise, comme à l’accoutumée, une glorieuse réception en l’honneur du roi. Après avoir annoncé l’arrestation de Dolorès et de Fabrice, le Condor et des Indiens parviennent dans la salle, ainsi que le gentilhomme. Ils se dirigent ensuite vers le lieu indiqué par don Antonio, où Dolorès est soignée. À la suite de cela, les nobles et le corregidor sont faits prisonniers. Débutent alors les incendies et les pillages des maisons nobles.
Don José Gabriel et ses « généraux » discutent à propos du nouvel État inca. Don José se demande s’il doit se proclamer empereur inca. Ayant pris sa décision, don José Gabriel devient Tupac Amaru le Deuxième, gouvernant l’empire du Tahuantinsuyu.
Don Antonio est par la suite condamné à mort.
Après avoir évoqué Tomas Catari, un bandit qui sévit la région près de La Paz, ville à partir de laquelle partira une armée d’Espagnols pour déloger les Incas de la ville de Tungasuca, Sir Blake pense qu’il sera un atout, car il pourrait assiéger La Paz. Mais étant donné qu’il ne sait rien de l’art poliorcétique (l’art de faire le siège d’une ville), Fabrice s’engage à partir avec la Princesse, Dolorès, qui souhaite tâcher de le convaincre.

### Chapitre 6
Accompagnés d’une centaine d’hommes, Fabrice et Dolorès se dirigent donc vers La Paz. Des éclaireurs informent les villages de la venue de la Princesse, et deux cavaliers effectuent un va-et-vient constant entre la troupe et Tungasuca. La Princesse est partout acclamée.
Pendant ce temps, Andrès est revenu avec des fusils et des canons, et Cuzco s’attaque à Tungasuca. Mais l’armée est matée par un plan de Sir Blake. 
Nuits et jours durant, Paccha Duchisela (Dolorès) voue un culte au Soleil et à la Lune, ses parents. 
Puis ils grimpent en altitude, et rencontrent enfin la troupe de Tomas. Après avoir surmonté les difficultés de ce terrain ingénieusement disposé, Dolorès, le Français et l’Indien sont reçus par le « généralissime ». Après de longues négociations, « Tupac Catari » veut être vice-Inca, mais accepte d’unir ses forces avec celles du Condor. 
Un jour, cependant, Fabrice prend la décision de partir le jour suivant, en raison du manque d’efficacité de la garde de Tupac Catari et de son siège. Mais le soir, après que Dolorès lui a parlé, Fabrice décide de poursuivre son but.

### Chapitre 7
Fabrice entraîne patiemment les troupes de Tomas Catari, en excluant les honneurs et les grades. Sous son commandement, le siège gagne en efficacité, et bientôt le commandant de La Paz demande à voir le vice-Inca. Il se rendra le lendemain, mais lui demande de prêter serment de ne commettre aucun pillage, massacre, viol ou incendie ; ce que font Fabrice et Tomas. Mais Tupac Catari veut venger ses parents.
Le lendemain, ils rentrent donc dans la ville. Malgré sa promesse, Tomas tue le commandant et « offre » la ville à ses hommes. Il tue encore un prêtre, veut les brûler, détériore les statues et anéantit la cathédrale accompagné de ses hommes. Fabrice tente de s’interposer, en vain. Renonçant, il retourne au camp et s’assoupit. 
À son réveil, il se rend à la tente de Huaynara, où se trouve également Dolorès. Un moment seuls, elle lui explique que, étant à présent une déesse, elle ne peut accepter d’amour d’aucun homme.

### Chapitre 8
Fabrice retourne seul à Tungasuca en trois jours. Il y rencontre Sir Blake, qui lui annonce son départ. Il lui explique qu’à présent, avec tous les renforts, on ne peut plus prendre d’assaut Cuzco, du moins pas aussi aisément qu’autrefois. 
Le Condor se rend en personne dans sa chambre, accompagné de son fils. Il lui explique qu’il ne peut entrer dans Cuzco sans sa nièce, et s’interroge sur sa nature (s’il est ou non le véritable nouvel empereur). Mais Fabrice le rassure, et lui dit que le temps presse.
Retardée, Dolorès reçoit un message du serpent de Pachacamac. La situation à Cuzco est critique : les Incas perdent une deuxième fois la bataille de Sacsahuaman, et Fabrice, le Condor et Andrès sont capturés. 
En prison, Fabrice est emmené devant don Miguel. Lui est épargné, et ne sera emprisonné que durant quelques années en Espagne ; mais ses amis n’auront pas la même chance. 
Plus tard, Fabrice assiste à l’exécution des rebelles, pendus, sauf le Condor, écartelé (mais il résiste, et sera coupé à la hache ; mais là encore, sa mort n’est pas certaine), et Dolorès, écorchée vive.

## Personnages

### Personnages fictifs
- Don Luis : si son père, don Miguel, avait accepté l’union entre Victoria, sa sœur, et Fabrice, il aurait donc été son beau-frère.
- Fabrice d’Épernoy : gentilhomme et soldat français. Il est le héros de ce récit.
- Léopold : hollandais, il est en réalité un espion britannique, et se fera plus tard appeler Sir Blake.
- Don Miguel : père de don Luis et de Victoria. Il aurait été le beau-père de Fabrice.
- Victoria : fille de don Miguel, sœur de Don Luis, elle aurait pu être l’épouse de Fabrice.
- Chocolat : fidèle brun de peau (zambo) de don Luis, il l’a en quelque sorte élevé.
- Diaz : domestique de don Miguel.
- Don Blas de Condorcanqui : seigneur de Cuzco, « capitaine perpétuel et défenseur des indigènes du Pérou », il est assassiné.
- Dolorès : fille de don Blas, surnommée Princesse, Paccha Duchisela et la Déesse Mère ; elle sera écorchée vive.
- Juan : le cocher.
- Andrès : cousin de Dolorès et fils de don José Gabriel.
- Don José Gabriel : oncle de Dolorès et père d’Andrès, il est surnommé le Condor, et sera proclamé Tupac Amaru II.
- Don Antonio Arriaga : corregidor des Hautes Terres.
- Collahuay : Indien informateur auprès de don Antonio.
- Tomas Catari : métis, son père était créole et sa mère une Indienne de la lointaine famille du Condor. Mais c’est un bandit qui ne connaît que l’argent. Il a vécu quelque temps chez Dolorès, alors qu’il avait treize ans et qu’il s’était retrouvé orphelin.
- Huaynara : commandant ; Fabrice et lui s’estiment beaucoup, à défaut d’être devenus amis.

### Personnages qui ont existé
- L’ambassadeur de France
- Charles III : roi d’Espagne.
- Tupac Amaru I et II : le premier était le dernier empereur inca, tandis que le second était un révolutionnaire.
- Túpac Katari : révolutionnaire de la même époque que Túpac Amaru II.